# Moema
Moema é um município do estado de Minas Gerais, no Brasil.

## Topônimo
O topônimo "Moema" foi uma homenagem à homônima filha do então secretário do interior, Mario de Matos. O nome Moema adveio da personagem homônima do poema Caramuru, de Santa Rita Durão, clássico da literatura árcade brasileira escrito em 1781. O nome da personagem, por sua vez, corresponde ao tupi antigo mo'ema, que significa "mentira" (no poema, Moema era a amante do personagem principal, Diogo Álvares, representando, assim, o amor falso, em contraposição ao amor verdadeiro representado pela esposa de Diogo, Catarina Paraguaçu). O primeiro autor que apontou o significado do nome Moema, com base na Gramática do padre São José de Anchieta,  foi o historiador Tarcísio José Martins, em seu livro "Moema: As Origens do Povoado do Doce", no ano de 1987.

## História
Diferentemente de outras regiões, não foi encontrado qualquer registro documental da existência de povos ameríndios no território de Moema.  As tais “panelas de barro”, igaçabas, encontradas na região, são urnas funerárias pré colombianas. Os primeiros registros mais precisos sobre a ocupação humana da região, contudo, foram de povoações de pretos forros e escravos fugidos também do imposto de capitação. A sesmaria do Ribeirão de Santo Antônio foi a primeira demarcação oficial de terras na região, feita em 16 de julho de 1767.
O povoado de "São Pedro do Doce" ou, simplesmente, "Doce", que, posteriormente, formaria o município de Moema, tem, em suas origens, dois personagens principais: Manoel da Costa Gontijo e Pedro Ferreira da Silva, que foram os dois primeiros brancos  a fixar residência, dando início à povoação. Existem várias hipóteses que explicam a origem do nome "Doce"ː desde um carregamento de rapadura que teria caído num córrego da região, até o fato dos muitos engenhos que fabricavam açúcar e rapadura em larga escala no território da futura Moema, como se vê nos inventários de nossos ancestrais.
Pedro Ferreira da Silva Junior era neto de Manoel da Costa Gontijo e filho de Pedro Ferreira da Silva, e foi na sua parcela das terras herdadas do avô, com o falecimento de seu pai em 1875, que ele plantou a cruz-semente do povoado do Doce. Na sua fundação, o povoado era habitado pelos descendentes de Manoel da Costa Gontijo e suas famílias, sendo esta sua família a origem então do povoado do Doce, que depois viria a ser o município de Moema. É o cruzeiro plantado por Pedro Ferreira da Silva Júnior na época da proclamação da república que marcava, segundo a tradição, a fundação do povoado. 
A primeira capela do Doce foi construída a mando de Pedro Ferreira da Silva Junior, com a condição de ter São Pedro como padroeiro,  por volta do ano de 1900, a pedido do padre Nicolau Ângelo Del Duca, conforme relatou pessoalmente ao historiador Tarcísio José Martins, o Dr. Nicolau Leite, admirador e biógrafo desse grande vigário de Bom Despacho. Finda a construção do altar da capela por Irineu Ferreira da Silva, vindo de Pitangui para tal construção, o povoado começou a crescer em volta dela, com lojas se instalando, e a construção de um grupo escolar, iniciada em 1918 pelo mesmo Irineu Ferreira da Silva, em terras doadas pela família de Pedro Ferreira da Silva Junior.

### A Presença Negra no Doce
A presença de negros no início do povoado do Doce era marcante, como se pode ver ainda hoje nos traços físicos dos habitantes de Moema. A esposa de Pedro Ferreira da Silva Junior, Generosa Dionízio Pereira, era, ela mesma, negra, deixando traços nos fundadores do povoado e, até hoje, em alguns descendentes que habitam a região.

### Elevação a Distrito
Seguindo um movimento popular, em 1923, o povoado do Doce foi elevado a Distrito de Bom Despacho, adotando então o nome de Moema. Como se viu, esse nome da personagem do poema de Santa Rita Durão foi dado a esse município em homenagem à filha de mesmo nome do político Mario de Matos, então Secretário do Interior. 
Agora com a elevação a distrito e com o crescimento populacional, Moema precisava de uma igreja própria. Assim, em 1926, Manoel Pinto iniciou a construção da nova igreja, demolindo a capelinha original, que ficava no mesmo local. A igreja, hoje conhecida como "Igrejinha de São Pedro", teve suas obras terminadas em 1931.
Em 1937, o conselho municipal, por inciativa de José Etelvino, decide pela construção da Igreja Matriz. Foi João Ferreira Assunção—filho de Irineu Ferreira da Silva, que havia construído a capela—quem ficou encarregado da construção da igreja. João Irineu, como era conhecido, tinha se fixado em Moema em 1931, onde mantinha um comércio e fora nomeado Juiz de Paz. Em 1945 quando teve de se mudar de Moema, João Irineu passou os trabalhos da igreja para a responsabilidade de Pedro Andalécio. Mesmo permanecendo pouco tempo em Moema, João Irineu, assim como seu pai, são pessoas sempre lembradas pelas suas obras na cidade de Moema.

### O Município de Moema
Desmembrado do município de Bom Despacho, o município de Moema foi emancipado em 12 de dezembro de 1953. Seu primeiro prefeito, nomeado para mandato provisório, foi Fernando Xavier de Queiroz, que administrou o município desde sua instalação, em 1 de Janeiro de 1954, até o dia 30 de Janeiro de 1955. O primeiro prefeito eleito foi Pedro Ferreira da Silva, o Doca, que geriu o município de 31 de Janeiro de 1955 a 30 de Janeiro de 1959. Após, foram eleitos e exerceram o cargo de prefeito:
- Geraldo Ferreira da Costa, o Dico, de 31 de Janeiro de 1959 a 30 de Janeiro de 1963;
- José Evaristo de Lacerda, de 31 de Janeiro de 1963 a 30 de Janeiro de 1967 e de 31 de Janeiro de 1971 a 30 de Janeiro de 1973;
- Joaquim Andalécio Montezuma, de 31 de Janeiro de 1967 a 30 de Janeiro de 1971;
- Rafael Bernardes Ferreira, de 31 de Janeiro de 1973 a 30 de Janeiro de 1977, de 31 de Janeiro de 1983 a 31 de dezembro de 1988 e de 1 de Janeiro de 1993 a 31 de dezembro de 1996;
- José Maria da Costa, de 31 de Janeiro de 1977 a 30 de Janeiro de 1983;
- Júlio Anunciação Lacerda, de 1 de Janeiro de 1989 a 31 de dezembro de 1992 e de 1 de Janeiro de 1997 a 31 de dezembro de 2000;
- José Geraldo Andalécio Costa, de 1 de Janeiro de 2001 a 31 de dezembro de 2004.
- Marcelo Ferreira Mesquita, de 1 de Janeiro de 2005 a 31 de dezembro de 2012.

- Julvan Rezende Araujo Lacerda, de 1 de Janeiro de 2013 a 31 de dezembro de 2016 e de 1 de Janeiro de 2017 a 31 de dezembro de 2020.
- Alaelson Antônio de Oliveira, de 1 de Janeiro de 2021 a 31 de dezembro de 2024.
- José Geraldo Andalécio Costa, de 1 de Janeiro de 2025 até presente.

## Geografia
Sua população, segundo estimativa de 2005, era de 7 145 habitantes.
Localizado na região do Alto São Francisco, tem área de 202,663 km².
Limita com os municípios de Araújos, Bom Despacho, Luz (pelo Rio São Francisco) e Santo Antônio do Monte.

## Economia
A economia da cidade está baseada na agricultura e pecuária, sendo que, na década de 1990, grande parte da população passou a trabalhar com venda ambulante, o que resultou na criação da pequenas indústrias.

## Turismo
Moema realiza, anualmente, a Festa de Nossa Senhora do Rosário, também chamada Festa do Reinado e a Festa do Cavalo. O Congado, com suas "cortes" e instrumentos africanos tradicionais, é a principal tradição dessas festividades, que atraem pessoas de toda a região. Esta festa, que é, sempre, realizada na última semana de julho, tem características próprias, com comidas típicas, barracas e shows.
A cidade é banhada pelo Rio São Francisco, Ribeirão Santa Luzia, Ribeirão Santo Antônio, Córrego dos Machados, Rio Jacaré, Ribeirão Santo Antônio. Além deles, possui, também, belíssimas lagoas, como a Lagoa Grande, Lagoa das Piranhas, Lagoa dos Peixes, Lagoa Criminosa, Lagoa Mariana e Lagoa Comprida. Nelas, o turista poderá contemplar a natureza e sentir-se verdadeiramente livre das preocupações e vida agitada do cotidiano.